# Rabih Abou-Khalil
Rabih Abou-Khalil (em árabe: ربيع أبو خليل) (Beirute, 17 de agosto de 1957) é um músico, compositor e tocador de ud libanês.

## Vida
Nascido em Beirute, mudou-se para Munique durante a Guerra Civil Libanesa em 1978. Vive parte do tempo em Munique e parte no sul da França, com a sua mulher e filhos.

## Música
Desde cedo, aprendeu a tocar o ud, um instrumento sem trastes, parecido com o alaúde europeu. Estudou no conservatório de Beirute com Georges Farah. Depois de se mudar para a Alemanha, estudou flauta na Academia de Música de Munique com Walther Theurer.
O seu trabalho mistura música tradicional árabe com jazz, rock e música erudita. Além disso, tornou-se famoso pela sua "world music" muito antes desse termo se tornar um rótulo.
A música de Abou-Khalil usa elementos da tradição musical árabe, juntamente com referências jazzísticas, do rock e eruditas, particularmente da escola de Ornette Coleman e Don Cherry. Outras influências incluem Frank Zappa, Béla Bartók e outros músicos inesperados. Elementos do jazz estão presentes em grande parte do seu trabalho gravado, sobretudo no uso de contrabaixo acústico tocado em pizzicato, geralmente sob o comando de músicos reconhecidos no jazz, como Steve Swallow e Glen Moore. No festival de jazz de Pequim em 2003, foi muito aclamado na sua atuação, acompanhado da tuba e clarinete, bem como da percussão de que sempre gostou.

## Discografia

### Comoleader
- Compositions & Improvisations (MMP, 1981)
- Bitter Harvest (MMP, 1984)
- Between Dusk And Dawn (MMP, 1987; Enja Records, 1993)
- Bukra (MMP, 1988; Enja Records, 1994)
- Nafas (ECM, 1988)
- Roots & Sprouts (MMP/Enja Records, 1990)
- World Music Orchestra: East West Suite (Granit Records, 1990)
- Al-Jadida (Enja Records, 1990)
- Blue Camel (Enja Records, 1992)
- Tarab (Enja Records, 1992)
- The Sultan's Picnic (Enja Records, 1994)
- Arabian Waltz (Enja Records, 1996)
- Odd Times (Enja Records, 1997)
- Yara (Enja Records, 1998)
- The Cactus of Knowledge (Enja Records, 2001)
- Il Sospiro (Enja Records, 2002)
- Morton's foot (Enja Records, 2004)
- Journey to the Centre of an Egg (Enja Records, 2005)
- Songs for Sad Women (Enja Records, 2007)
- Em Português (Enja Records, 2008)

### Como convidado
- Chris Karrer: Dervish Kish (Schneeball/Indigo, 1990/91)
- Michael Riessler: Heloise (Wergo, 1992)
- Charlie Mariano & Friends: Seventy (veraBra records, 1993)
- Glen Moore: Nude Bass Ascending (Intuition, 1996/97)
- Ramesh Shotam: Madras Special (Permission Music, 2002)

### Outros
- Jakob Wertheim & Rabih Abou-Khalil: KopfKino (cassette, Ohrbuch-Verlag, 1988)
- The Jazz Club Highlights (DVD, TDK JAZZ CLUB, 1990)
- Rabih Abou-Khalil presents Visions of Music - World Jazz (accompanying TV series, Enja Records, 1999)